# Ctenus quinquevittatus
Ctenus quinquevittatus là một loài nhện trong họ Ctenidae.
Loài này thuộc chi Ctenus. Ctenus quinquevittatus được Embrik Strand miêu tả năm 1907.